# Fazıl Küçük
Fazıl Küçük (14 de março de 1906 em Nicósia - 15 de janeiro de 1984 em Londres) foi o primeiro vice-presidente da República de Chipre.

## Vida
Fazil Küçük, filho de um agricultor, nasceu em Nicósia em 1906. Depois de concluir o ensino médio em Nicósia, Küçük foi estudar medicina na Universidade de Istambul, e posteriormente em Lausanne e Paris. Tendo retornado ao Chipre em 1937, seu interesse pela política logo o levou a tornar-se a voz para os direitos dos cipriotas turcos. Em 1941, fundou o jornal Halkın Sesi (A Voz do Povo) e tornou-se o editor-chefe. Devido a sua campanha contra a administração colonial britânica, não foi concedida uma autorização para publicação de seu jornal até 1942.
Durante as Conferências de Londres e de Zurique em 1959 para a criação de uma república independente em Chipre, Küçük representou a comunidade cipriota turca e conseguiu assegurar garantias constitucionais para seu povo. Em 3 de dezembro de 1959, foi eleito vice-presidente da nova República. Após as tentativas dos cipriotas gregos de modificar a Constituição (ver: Questão de Chipre), Küçük continuou como o Vice-Presidente da República de Chipre até 1973, quando foi afastado por Rauf Denktaş. Apesar dos seus problemas de saúde, Küçük continuou a apoiar os cipriotas turcos através de seu jornal.
Dr. Küçük morreu no hospital da Cidade de Westminster em 15 de janeiro de 1984, a menos de um ano após a declaração unilateral de independência da autoproclamada República Turca do Norte de Chipre. Ele foi tio do atual primeiro-ministro da República Turca de Chipre do Norte, İrsen Küçük.